# مهندسی بهره‌برداری
مهندسی بهره‌برداری (به انگلیسی: Production engineering) شاخه‌ای از مهندسی نفت است که به بررسی تولید از مخازن نفت و گاز، همچنین مشکلات مرتبط با آن می‌پردازد.
دورهٔ کارشناسی مهندسی بهره‌برداری، یکی از گرایش‌های اصلی رشتهٔ مهندسی نفت و از دوره‌های عالی فنی مهندسی است، که هدف آن تربیت متخصصانی با توانایی و مهارت‌های لازم، برای انجام طرح‌ها و پروژه‌ها، جهت اجرای روش‌های بهینه بهره‌برداری از منابع نفت و گاز می‌باشد.
این زیرشاخه از مهندسی نفت معمولاً پس از به اتمام رسیدن کشف مخزن و حفاری آن به کار می‌آید و مهمترین وظیفه یک مهندس بهره‌برداری، اتخاذ روش‌هایی برای جلوگیری از افت فشار ناگهانی چاه و صیانت از مخزن جهت بهره‌برداری بیشتر است.
این دوره مبتنی بر دروس مکانیک سیالات و دینامیک گازها، ترمودینامیک سیالات، انتقال جرم، طرح و اقتصاد مهندسی، مهندسی مخزن، مهندسی حفاری و مهندسی بهره‌برداری است.
نقش و توانایی‌هایی که دانشجویان پس از فارغ‌التحصیلی در این رشته کسب می‌کنند عبارتند از:
ارزیابی قابلیت تولید در مخازن و بررسی امکان‌پذیری روشهای بهره‌برداری موردنظر.
ارزیابی فنی-اقتصادی مخازن و تجهیزات آن.
طرح و اجرای بهینهٔ عملیات بهره‌برداری.
تشخیص ویژگیها و چگونگی رفتار با چاه‌های گوناگون.
توجیه و انتخاب روش مناسب برای بهره‌برداری و ازدیاد برداشت با توجه به شرایط فنی و اقتصادی.
صیانت از منابع نفت و گاز و ارائهٔ روش‌های عملی برای افزایش طول عمر این منابع.
بررسی و ارزیابی اثر استراتژیک روش بهره‌برداری بر محیط زیست.
فارغ‌التحصیلان این دوره می‌توانند در بخش‌های مختلف مربوط به تولید و بهره‌برداری در کشور مشغول به فعالیت شده و سبب کارایی و بازده بالاتر این بخش از صنعت شوند و نقشی مؤثر در حل مشکلات فراروی تولید و بهره‌برداری از مخازن داشته باشند.

## وظایف
- تست ساق مته
- اسیدکاری چاه
- مشبک‌کاری
- اندازه‌گیری فشار چاه
- نمودارگیری چاه
- تزریق به چاه
- فرازآوری مصنوعی